# Осадча Віра Миколаївна
Віра Миколаївна Осадча (нар. 21 квітня 1952, Харків) — українська науковиця у галузі мистецтвознавства, фольклору, музикознавиця, кандидат мистецтвознавства (2000), професор (2013), завідувачка кафедри українського народного співу та музичного фольклору (2001), професор кафедри теорії та історії музики ХДАК. Заслужений діяч мистецтв України (2004), кавалер ордена княгині Ольги III ступеня (2010).

## Біографія
Народилась 21 квітня 1952 року в місті Харків. Закінчила з відзнакою Харківське музичне училищі (1971), далі — Ленінградську консерваторію (1976) за спеціальністю музикознавець-фольклорист. У 1976—1978 роках викладала у Бєлгородському музичному училищі, згодом у Харківському національному педагогічному університеті імені Г. С. Сковороди (1983—1986). З 1992 року працює на кафедрі українського народного співу та музичного фольклору Харківської державної академії культури: з 2001 — завідувач кафедри, з 2016 — професор кафедри теорії та історії музики, з 2017 ― кафедри естрадного та народного співу. У 2000 році захистила кандидатську дисертацію з мистецтвознавства за темою «Народнопісенна культура Слобожанщини». Викладає наступні дисципліни: Етномузикологія, Аналіз музичних творів, Сольфеджіо, Поліфонія, Гармонія. У 1997—2006 роках вела клас вокального ансамблю, зі студентським колективом «Кільце» виступала на міжнародних та фольклорних святах, зокрема у Харкові (1998—2000), Любліні (Польща, 2001), Києві (2000, 2002).
Наукові інтереси пов'язані з дослідженням жанрової системи та музичного діалекту фольклору Слобожанщини, проблем побутування пісенної культури усної традиції в сучасному культурному середовищі, наукової та виконавської реконструкції фольклорного тексту у творчості українських композиторів.
З 1978-го — учасник фольклорно-етнографічних експедицій з вивчення пісенності багатьох областей України та Росії, зокрема Слобожанщини, за результатами яких вийшли кілька десятків наукових статей, фольклорні збірки. В 1983 заснувала перший на Сході України фольклористичний гурт «Слобожани» (наразі — дослідницько-виконавський гурт «Муравський шлях»). Мисткиня є упорядником 8 збірок фольклорно-етнографічних матеріалів, серед яких «Муравський шлях-97», «Дитячий фольклор Слобожанщини», «Фольклорні осередки Харківщини», «Обряди та звичаї фольклорних осередків межиріччя Орелі та Сіверського Дінця», «Обрядова творчість фольклорних осередків історичної Харківщини».
У 1990-х була засновником фольклорно-фестивального руху Слобожанщини. Віра Миколаївна ― керівник і учасник фольклорного гурту театру народної музики «Обереги» (1992), лауреат багатьох конкурсів та фестивалів народної музики, член журі; засновник фольклорних фестивалів «Фольклорна толока» (1994), «Покуть» (1996—2012), «Кроковоє коло» (1999—2019).
Науковиця брала участь у багатьох міжнародних та всеукраїнських симпозіумах і науково-практичних конференціях, зокрема в Дубаї (ОАЕ, 2018), Варшаві (Польща, 2018), Мінську (Білорусь, 2014, 2018), Калузі, Коломні, Москві (1993—2001), Бєлгороді (2009—2015), Києві, Львові, Луцьку, Рівному, Полтаві.
Починаючи з 1979 року, вона брала участь у телевізійних та радіопрограмах, пропагувала традиційну пісенну культуру України, поширювала і підтримувала цінності, звичаї та спадщину народу. У 1980—1992 роках Віра Миколаївна брала участь у студійних, польових записах на Харківщині та підготовці програм Всеукраїнського радіоконкурсу «Золоті ключі».
Дослідниця є членом правління Харківського регіонального відділу секції джерелознавства НАН України (з 1997), членом Спілки етнографів і фольклористів міста Харків (з 1999), консультантом територіального відділення МАН України (1997—2002). За значний внесок у збереженні традиційного фольклору Харківщини Віра Миколаївна отримала муніципальну творчу премію ім. П. Іванова (1999), нагороджена Почесною грамотою Міністерства освіти України (1997), відзначена Подякою обласної держадміністрації за участь у звіті майстрів мистецтв і художніх колективів Харківської області в м. Київ до 10-ї річниці Незалежності України (2001). У 2002 році за вагомий внесок у зміцнення духовних і естетичних засад регіону, відродження і розвиток культурних надбань Харківщини та високий професіоналізм науковиці було призначено іменну стипендію Харківської облдержадміністрації в галузі культури і мистецтва.